# Nasta
Nasta je žensko osebno ime.

## Izvor imena
Ime Nasta je različica ženskih osebnih imen Anastazija oziroma Nastja.

## Pogostost imena
Po podatkih Statističnega urada Republike Slovenije je bilo na dan 31. decembra 2007 v Sloveniji število ženskih oseb z imenom Nasta: 35.

## Osebni praznik
Osebe z imenom Nasta lahko godujejo takrat kot osebe z imenom Anastazija oziroma Nastja.